# Bataillon d’intervention rapide

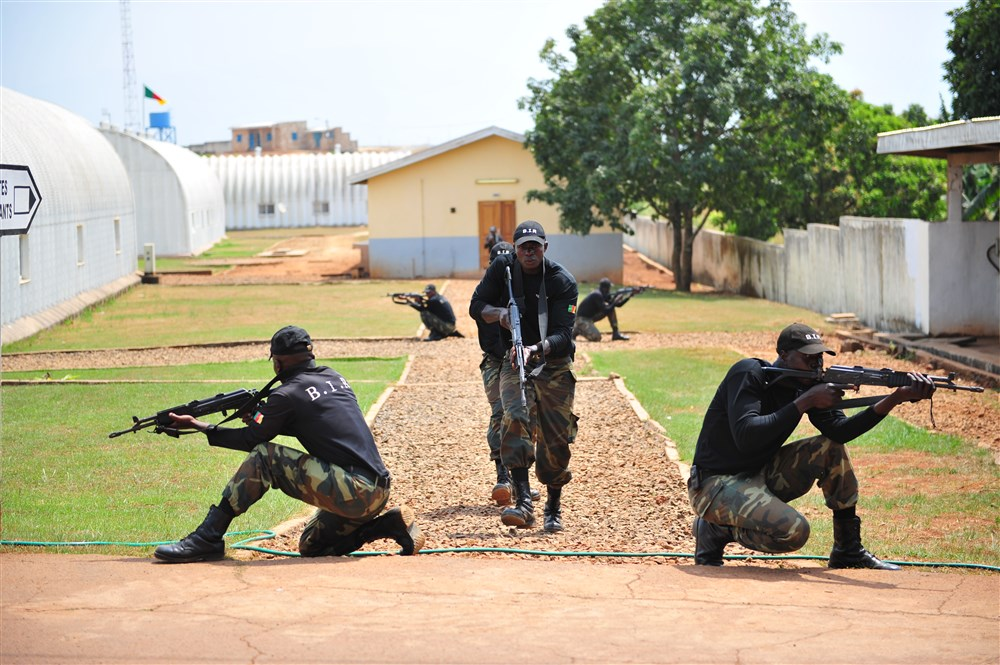
Soldaten des dritten Bataillon d’intervention rapide während eines Manövers

Die Bataillon d’intervention rapide oder kurz BIR sind Bataillone des kamerunischen Heeres in den kamerunischen Streitkräften. Zwischen 1999 und 2001 hießen die Bataillone Bataillon léger d’intervention oder kurz BLI.

## Geschichte
Gegründet wurde das erste Bataillon im Jahr 1999, um bewaffnete Banditen zu bekämpfen und die Grenzen besser zu sichern. Etwa um 2007 wurde das dritte und letzte Bataillon gegründet. Im Februar 2008 wurden sie gegen Demonstranten eingesetzt, welche gegen die Regierung protestierten. Es gibt Spannungen, weil die BIR gegenüber anderen Einheiten innerhalb der Sicherheitskreise materiell und personell bevorzugt werden. So kam es im April 2010 in der Stadt Bamenda zu einer Schießerei mit der Equipe spéciale d’intervention rapide.

## Organisation
Jedes Bataillon unterteilt sich wie folgt:
- Leichte Interventionseinheit, bestehend aus 145 Soldaten[3]
- Spezial Führungs- und Unterstützungszug, bestehend aus 34 Soldaten[3]
- Spezialinterventionseinheit, bestehend aus 35 Soldaten[3]
- Führungs- und Unterstützungsgruppe, bestehend aus 97 Soldaten[3]
- Leichte Interventionsgruppe bestehend aus zehn Soldaten[3]

Jedes Bataillon untersteht einem Regions Militaires InterArmees (RMIA):
| Bataillon                           | Region |
| ----------------------------------- | ------ |
| 1er Bataillon d'intervention rapide | RMIA 1 |
| 2me Bataillon d'intervention rapide | RMIA 2 |
| 3me Bataillon d'intervention rapide | RMIA 3 |